# Dávid Hancko
Dávid Hancko (* 13. Dezember 1997 in Prievidza) ist ein slowakischer Fußballspieler, der beim spanischen Erstligisten Atlético Madrid unter Vertrag steht. Der Abwehrspieler ist seit Oktober 2018 slowakischer Nationalspieler.

## Karriere

### Verein
Der in Prievidza geborene Dávid Hancko spielte in den Nachwuchsabteilungen von TJ Tatran Kamenec und des FC Baník Horná Nitra, bevor er 2013 in die Jugendakademie des MŠK Žilina wechselte. Am 22. November 2014 debütierte er beim 3:0-Heimsieg gegen den AFC Nové Mesto nad Váhom in der B-Mannschaft, als er in der 80. Spielminute für Peter Jasenovský eingewechselt wurde. In der zweithöchsten slowakische Spielklasse absolvierte er in dieser Saison 2014/15 dieses eine Ligaspiel.
In der nächsten Spielzeit 2015/16 galt der Abwehrspieler bereits als unumstrittene Stammkraft in der Reservemannschaft. Am 5. September 2015 (6. Spieltag) erzielte er beim 1:1-Unentschieden gegen den ŠKF Sereď sein erstes Ligator. Zwei Wochen später (9. Spieltag) traf er beim 3:3-Unentschieden gegen den SK Senec sogar doppelt. Aufgrund seiner ausgezeichneten Leistungen für die B-Mannschaft wurde er im Februar 2016 erstmals in die erste Mannschaft befördert. Sein Debüt in der höchsten slowakischen Spielklasse bestritt er am 26. Februar 2016 (20. Spieltag) bei der 0:1-Auswärtsniederlage gegen den MFK Skalica, als er in der 75. Spielminute für Branislav Šušolík eingewechselt wurde. In der ersten Mannschaft absolvierte er in dieser Spielzeit 2015/16 fünf Ligaspiele und parallel dazu kam er für die Reserve in 29 Partien zum Einsatz, in denen er fünf Torerfolge verbuchen konnte.
In der nächsten Saison 2016/17 pendelte er zwischen der ersten und zweiten Auswahl. In der ersten Liga machte er nur vier Pflichtspiele und in der zweiten Division bestritt er 13 Spiele, in denen ihm sechs Tore gelangen. Am 12. August 2017 (4. Spieltag) erzielte er beim 7:1-Heimsieg gegen den FK Senica sein erstes Tor in der Fortuna liga. In dieser Spielzeit 2017/18 schaffte er auch den Durchbruch in der ersten Mannschaft von Cheftrainer Adrián Guľa und kam auf 27 Ligaeinsätze, in denen ihm drei Tore gelangen.
Zum 1. Juli 2018 wechselte Dávid Hancko zum italienischen Erstligisten AC Florenz, wo er einen Fünfjahresvertrag unterzeichnete. Am 22. September 2018 (5. Spieltag) debütierte er beim 3:0-Heimsieg gegen die SPAL Ferrara in der höchsten italienischen Spielklasse, als er zur zweiten Halbzeit für Cristiano Biraghi eingewechselt wurde. In dieser Saison 2018/19 war er stets im Spieltagskader der Viola gelistet, kam aber dennoch nur sporadisch in fünf Ligaspielen zum Einsatz.
Zur nächsten Spielzeit 2019/20 wechselte der talentierte Verteidiger in einem einjährigen Leihgeschäft zum tschechischen Erstligisten Sparta Prag. Am 8. August 2019 debütierte er beim 2:2-Unentschieden gegen Trabzonspor in der Qualifikation zur UEFA Europa League, als er in der Schlussphase für Srđan Plavšić eingewechselt wurde. In seinem ersten Ligastart drei Tage später (5. Spieltag) bei der 3:4-Auswärtsniederlage gegen den FK Mladá Boleslav traf er erstmals. Háncko startete zu Beginn der Saison regelmäßig in der Innenverteidigung, wurde aber nach einem schwachen Start alsbald auf die Ersatzbank verdrängt. In der Rückrunde etablierte er sich jedoch wieder als Stammspieler unter dem neuen Cheftrainer Václav Kotal. Insgesamt bestritt er in dieser Spielzeit 2019/20 19 Ligaspiele, in denen ihm zwei Torerfolge gelangen.
Auch für die darauffolgende Saison 2020/21 schloss er sich auf Leihbasis Sparta Prag an. Aufgrund einer Knieverletzung verpasste er jedoch den Saisonstart. Im Sommer 2021 verpflichtete ihn Sparta Prag im Anschluss an das Leihgeschäft fest.
Im August 2022 wechselte Hancko in die Eredivisie zu Feyenoord Rotterdam.
Im Juli 2025 wechselte er nach Spanien zu Atlético Madrid.

### Nationalmannschaft
Zwischen November 2015 und März 2016 bestritt Dávid Hancko acht Länderspiele für die slowakische U19-Nationalmannschaft, in denen ihm ein Torerfolg gelang. Anschließend spielte er von September 2017 bis September 2018 neun Mal für die U21.
Anfang Oktober 2018 wurde Hancko von Cheftrainer Ján Kozák senior erstmals für die A-Nationalmannschaft nominiert. Am 13. Oktober 2018 gab er bei der 1:2-Heimniederlage in der UEFA Nations League sein Länderspieldebüt, als er in der 80. Spielminute für Tomáš Hubočan eingewechselt wurde. In den nächsten Spielen startete er regelmäßig und nach dem Rücktritt von Hubočan festigte sich sein Platz in der linken Außenverteidigung weiter. Am 11. Juni 2019 erzielte er beim 5:1-Auswärtssieg gegen Aserbaidschan in der Qualifikation zur Europameisterschaft 2021 sein erstes Tor. Zur Em 2021 wurde er in den slowakischen Kader berufen, kam aber mit diesem nicht über die Gruppenphase hinaus.

## Erfolge

### Verein
MSK Zilina
- Slowakischer Meister: 2017

Sparta Prag
- Tschechischer Pokalsieger: 2019/20
- Tschechischer Meister: 2023

Feyenoord Rotterdam
- Niederländischer Meister: 2023
- Niederländischer Pokalsieger: 2024
- Niederländischer Supercupsieger: 2024

### Individuelle Auszeichnungen
- Peter Dubovský Award: 2018